# Ioannis Psycharis

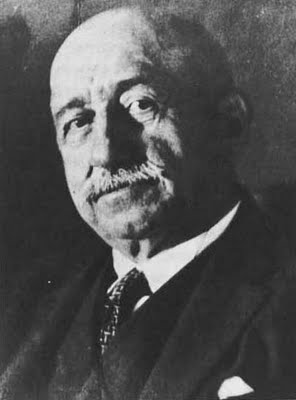
Ioannis Psycharis

Ioannis (Yiannis) Psycharis (grego: Ιωάννης (Γιάννης) Ψυχάρης; francês: Jean Psychari; 1854–1929) foi um filólogo francês de origem grega, autor e promotor do grego demótico.

## Biografia
Psycharis nasceu em 15 de maio de 1854 em Odessa (na atual Ucrânia, então parte do Império Russo), em uma família de mercadores de ascendência Chiot. Sua mãe morreu quando ele era criança, e ele foi criado por sua avó em Marselha. Ele também passou algum tempo com seu pai em Constantinopla e depois mudou-se para Paris.

## Carreira
Psycharis foi diretor de estudos na École pratique des hautes études depois de 1885, e depois professor na École des langues orientales de 1903 a 1928, sucedendo Émile Legrand.
Em 1886, fez uma viagem à Grécia da qual escreveu My Journey, defesa do grego demótico (com algumas observações sobre a pronúncia do grego antigo), que o ligava à integração nacional (Megali Idea). Assim ele se tornou o mentor do lado demótico na questão da língua grega. Por causa de sua posição, a favor de Demotiki, ele foi fortemente criticado tanto pela política conservadora quanto pelo estabelecimento educacional na Grécia (mais notavelmente o professor Georgios Hatzidakis), e foi frequentemente atacado por vários jornais.
Psycharis foi o popularizador do termo diglossia, que descreve o uso simultâneo de uma comunidade linguística da língua materna genuína dos dias atuais, o vernáculo, e um dialeto de séculos anteriores na história da língua. O vernáculo é de baixo prestígio e é desencorajado ou totalmente proibido para uso escrito e uso falado formal, enquanto o dialeto obsoleto é de alto prestígio e é usado para a maioria da comunicação escrita e para discursos formais por instituições de autoridade, como governo e instituições religiosas. Diglossia foi uma questão importante na sociedade e política grega nos séculos XIX e XX.
Psycharis também propôs uma ortografia inovadora para o grego que nunca pegou, apesar de ser o foco de várias tentativas sérias de implementação que continuaram até o final do século XX. Um livro didático de grego moderno para estudantes estrangeiros, Ellinika Tora (grego agora), emprega algumas de suas sugestões, como substituir rho por lambda quando a pronúncia do glide é condicionada pelos outros sons ao seu redor – assim αδερφός (aderfos) em vez do padrão αδελφός (adelphos). Embora essa e outras sugestões reflitam com mais precisão a pronúncia verdadeira, elas parecem ter poucas chances de serem adotadas.
Durante o caso Dreyfus, Psycharis defendeu Alfred Dreyfus, que havia sido falsamente acusado de traição por ser judeu. Além disso, Psycharis apoiou a publicação de J'accuse…! de seu amigo Emile Zola ...!, uma carta pública em defesa de Dreyfus.

## Morte
Psycharis morreu em Paris em 29 de setembro de 1929. Ele está enterrado em Chios.

## Obra
- Jean, Psychari (1888). My Journey [Το ταξίδι μου]. Athens: S. K. Vlastos